# Pétursson
Pétursson ist ein männlicher isländischer Name.

## Bedeutung
Der Name ist ein Patronym und bedeutet Péturs Sohn. Die weibliche Entsprechung ist Pétursdóttir (Péturs Tochter).

## Namensträger
- Daði Freyr Pétursson (* 1992), isländischer Popsänger, siehe Daði Freyr
- Dagur Kári Pétursson (* 1973), isländischer Filmemacher, siehe Dagur Kári
- Gunnar Pétursson (1930–2022), isländischer Skilangläufer
- Hallgrímur Pétursson (1614–1674), isländischer Dichter und evangelischer Pfarrer
- Hannes Pétursson (* 1931), isländischer Schriftsteller
- Helgi Pétursson, Geburtsname von Helgi Pjeturss (1872–1949), isländischer Geologe und Philosoph
- Hilmar Pétursson (* 2000), isländischer Basketballspieler
- Magnús Pétursson (* 1940), isländischer Phonetiker
- Margeir Pétursson (* 1960), isländischer Schachspieler
- Oddur Pétursson (1931–2018), isländischer Skilangläufer
- Pétur Pétursson (Bischof) (1808–1891), isländischer Bischof und Politiker
- Pétur Pétursson (Fußballspieler) (* 1959), isländischer Fußballspieler und -trainer
- Sigurjón Pétursson (1888–1955), isländischer Ringer
- Sveinbjörn Pétursson (* 1988), isländischer Handballtorwart
- Þórarinn Ingi Pétursson (* 1972), isländischer Politiker